# PECR
PECR (англ. Peroxisomal trans-2-enoyl-CoA reductase) – білок, який кодується однойменним геном, розташованим у людей на короткому плечі 2-ї хромосоми.  Довжина поліпептидного ланцюга білка становить 303 амінокислот, а молекулярна маса — 32 544.
| 10         |  | 20         |  | 30         |  | 40         |  | 50         |
| ---------- |  | ---------- |  | ---------- |  | ---------- |  | ---------- |
| MASWAKGRSY |  | LAPGLLQGQV |  | AIVTGGATGI |  | GKAIVKELLE |  | LGSNVVIASR |
| KLERLKSAAD |  | ELQANLPPTK |  | QARVIPIQCN |  | IRNEEEVNNL |  | VKSTLDTFGK |
| INFLVNNGGG |  | QFLSPAEHIS |  | SKGWHAVLET |  | NLTGTFYMCK |  | AVYSSWMKEH |
| GGSIVNIIVP |  | TKAGFPLAVH |  | SGAARAGVYN |  | LTKSLALEWA |  | CSGIRINCVA |
| PGVIYSQTAV |  | ENYGSWGQSF |  | FEGSFQKIPA |  | KRIGVPEEVS |  | SVVCFLLSPA |
| ASFITGQSVD |  | VDGGRSLYTH |  | SYEVPDHDNW |  | PKGAGDLSVV |  | KKMKETFKEK |
| AKL        |  |            |  |            |  |            |  |            |

A: Аланін

C: Цистеїн

D: Аспарагінова кислота

E: Глутамінова кислота

F: Фенілаланін

G: Гліцин

H: Гістидин

I: Ізолейцин

K: Лізин

L: Лейцин

M: Метіонін

N: Аспарагін

P: Пролін

Q: Глутамін

R: Аргінін

S: Серин

T: Треонін

V: Валін

W: Триптофан

Кодований геном білок за функціями належить до оксидоредуктаз, фосфопротеїнів. 
Задіяний у таких біологічних процесах як метаболізм жирних кислот, метаболізм ліпідів, біосинтез жирних кислот, біосинтез ліпідів, поліморфізм, альтернативний сплайсинг. 
Білок має сайт для зв'язування з НАДФ. 
Локалізований у пероксисомах.